# Haute
Haute è un singolo del rapper statunitense Tyga, in collaborazione con l'artista latino J Balvin, ed il suo collaboratore di vecchia data Chris Brown. Il singolo è il settimo estratto dal suo album Legendary.

## Il brano
Il brano, prodotto da Dr. Luke e B Ham è un brano elettrorap con lievi influenze chiptune.

## Classifiche
| Classifica (2019) | Posizione massima |
| ----------------- | ----------------- |
| Australia         | 50                |
| Austria           | 58                |
| Irlanda           | 78                |
| Nuova Zelanda     | 16                |
| Regno Unito       | 66                |
| Spagna            | 62                |
| Svizzera          | 23                |
| Stati Uniti       | 101               |